# AES Andes
AES Andes, anciennement AES Gener, est un producteur et distributeur d'électricité au Chili.

## Histoire
AES Andes est issu de l'évolution de la compagnie nationale d'électricité chilienne. Auparavant, l'entreprise nationale d'électricité s'est appelée Chilectra Generation (ou plus simplement Chilectra), Chilgener (1981-1998), Gener (1998-2001) et AES Gener (2001-2021). En 1987, Chilectra est décomposée en trois entreprises indépendantes, deux distributeurs (Chilectra et Chilquinta) et un producteur-distributeur (Chilgener).
Après sa privatisation, la majorité de son actionnariat est prise par la société par actions américaine AES Corporation.